# Obsolete
| Оценки критиков | Оценки критиков |
| Источник        | Оценка          |
| --------------- | --------------- |
| AllMusic        | [ 3 ]           |

Obsolete (на обложке альбома изображен как °BSΩLE✝e) — третий студийный альбом метал-группы Fear Factory, выпущенный 28 июля 1998 года. Концептуально, это продолжение предыдущего альбома Demanufacture. Релиз стал довольно успешным после выхода четвертого сингла — кавера на песню Гари Ньюмана «Cars». На данный момент[прояснить] Obsolete самый продаваемый альбом Fear Factory.
Группа приступила к написанию материала для альбома в конце 1997. Однако вскоре музыканты были приглашены Oззи Осборном на открытие реюниона Black Sabbath в Бирмингеме. Так же 7 декабря группа на правах хэдлайнеров отыграла концерт в Лондоне.
Fear Factory вернулись к созданию нового альбома лишь в январе. Продюсерами стали Рис Фалбер и Грег Рили.
Как и на Demanufacture, Obsolete продолжил историю противостояния людей и машин..
Сюжет Obsolete основан на таких книгах как «The Boys from Brazil»,«О дивный новый мир», и «1984».
В буклете, прилагаемом к CD-версии, содержится подробная информация о персонажах и сюжете. Иллюстрации были выполнены Дэйвом МакКином, известным по своим работам с комиксами.

## Список композиций
| №                   | Название                         | Длительность |
| ------------------- | -------------------------------- | ------------ |
| 1.                  | «Shock»                          | 4:58         |
| 2.                  | «Edgecrusher»                    | 3:39         |
| 3.                  | «Smasher/Devourer»               | 5:34         |
| 4.                  | «Securitron (Police State 2000)» | 5:47         |
| 5.                  | «Descent»                        | 4:36         |
| 6.                  | «Hi-Tech Hate»                   | 4:33         |
| 7.                  | «Freedom or Fire»                | 5:11         |
| 8.                  | «Obsolete»                       | 3:51         |
| 9.                  | «Resurrection»                   | 6:35         |
| 10.                 | «Timelessness»                   | 4:08         |
| Общая длительность: | Общая длительность:              | 46:53        |

| №                   | Название                                     | Длительность |
| ------------------- | -------------------------------------------- | ------------ |
| 11.                 | «Cars» (ft. Гари Ньюман) (Gary Numan cover)) | 3:40         |
| 12.                 | «0-0 (Where Evil Dwells)» (Wiseblood cover)  | 5:16         |
| 13.                 | «Soulwound»                                  | 3:53         |
| 14.                 | «Messiah»                                    | 3:33         |
| 15.                 | «Concreto»                                   | 3:36         |
| Общая длительность: | Общая длительность:                          | 68:47        |

## Чарты
Album — Billboard (North America)
| Год  | Чарт              | Позиция |
| ---- | ----------------- | ------- |
| 1998 | The Billboard 200 | 77      |

Singles — Billboard (North America)
| Year | Single    | Chart                  | Position |
| ---- | --------- | ---------------------- | -------- |
| 1999 | «Descent» | Mainstream Rock Tracks | 38       |
| 1999 | «Shock»   | Modern Rock Tracks     | 38       |
| 1999 | «Shock»   | Mainstream Rock Tracks | 16       |

## Участники записи
- Бертон Белл — вокал
- Дино Касарес — гитара, микширование
- Раймонд Эррера — ударные
- Кристиан Волберс — бас-гитара